# Dubravice Donje
Dubravice Donje – wieś w Bośni i Hercegowinie, w dystrykcie Brczko. W 2013 roku liczyła 315 mieszkańców, z czego większość stanowili Chorwaci.